# Krzysztof Dyczkowski
Krzysztof Dyczkowski – polski informatyk, doktor habilitowany nauk technicznych. Specjalizuje się w informatyce, modelowaniu i przetwarzaniu informacji nieprecyzyjnej. Profesor uczelni na Wydziale Matematyki i Informatyki Uniwersytetu im. Adama Mickiewicza w Poznaniu, gdzie pracuje w Zakładzie Sztucznej Inteligencji. Od 1 października 2020 dziekan tego Wydziału.
Stopień doktorski uzyskał w 2002 na podstawie pracy pt. Osobliwe zbiory rozmyte i ich własności (promotorem był dr hab. Maciej Wygralak). Habilitował się w 2018 na podstawie oceny dorobku naukowego i rozprawy pt. Inteligentny system wspomagania decyzji medycznych oparty na informacji niedoskonałej. Przypadek diagnostyki guzów jajnika. 